# Từ Khắc
Từ Khắc (sinh ngày 15 tháng 2 năm 1950), tên khai sinh là Từ Văn Quang, là một nam nhà làm phim và diễn viên người Hồng Kông. Ông thường được liên hệ tới Steven Spielberg do ảnh hưởng của ông đối với điện ảnh Hồng Kông. 
Ông được biết đến qua các tác phẩm đình đám như Anh hùng bản sắc; Thiến nữ u hồn; Hoàng Phi Hồng. Từ sau thập niên 2000, ông tiếp tục cho ra mắt các tác phẩm ăn khách như Địch Nhân Kiệt: Thông thiên đế quốc, Long môn phi giáp, Địch Nhân Kiệt: Rồng biển trỗi dậy, Địch Nhân Kiệt: Tứ đại Thiên Vương, Phàn đăng giả và Trường Tân hồ. Ông được xem như là một nhân vật quan trọng trong kỷ nguyên vàng của điện ảnh Hồng Kông và đã được xem bởi các nhà phê bình là "một trong những bậc thầy của điện ảnh châu Á."

## Tiểu sử
Ông sinh ra và lớn lên ở Chợ Lớn, Việt Nam, với tên khai sinh là Từ Văn Quang, trong một gia đình cha mẹ là người Hoa nhập cư có 16 người con. Ngay từ nhỏ, cậu bé Quang đã yêu thích biểu diễn và điện ảnh; lúc lên 10 tuổi, ông và một vài người bạn thuê một camera 8 mm để đến trường quay biểu diễn ảo thuật tại trường học. Ông cũng vẽ các cuốn sách truyện tranh, một sở thích ảnh hưởng đến phong cách điện ảnh của ông sau này. Những anh hùng của Trung Quốc như Lưu Vĩnh Phúc, Hoàng Phi Hồng và huyền thoại về danh tướng của Việt Nam là Trần Hưng Đạo đã ảnh hưởng sâu sắc đến ông.
Năm 13 tuổi, ông chuyển qua sống ở Hồng Kông và học ở đó, sau đó ông học điện ảnh ở Texas, đầu tiên tại Đại học Giám lý phía Nam và sau đó là tại Đại học Texas tại Austin và đã tốt nghiệp năm 1975. Ông chia sẻ rằng mình đã nói với cha mẹ anh muốn noi gương cha mình theo nghề dược sĩ, và rằng tại thời điểm này ông đã đổi tên gọi của mình thành Khắc (trong chữ "khắc phục", tiếng Anh là Hark).
Sau khi tốt nghiệp, ông đã đến New York City và làm việc trong quá trình sản xuất From Spikes to Spindles (1976), một bộ phim tài liệu của Christine Choy về lịch sử của Phố Tàu ở New York. Ông cũng làm biên tập một tờ báo Trung Quốc, phát triển một nhóm hát cộng đồng và làm việc trong một hãng truyền hình cáp tiếng Hoa. Ông trở về Hồng Kông năm 1977.

## Các tác phẩm
| Năm  | Tên                                                          | Vai trò                                 | Giải thưởng |
| ---- | ------------------------------------------------------------ | --------------------------------------- | --- |
| 1979 | Điệp biến 蝶變                                               | đạo diễn                                | |
| 1980 | Địa ngục vô môn 地獄無門                                     | đạo diễn                                | |
| 1980 | Đệ nhất loại hình nguy hiểm 第一類型危險                     | đạo diễn                                | |
| 1981 | Quỷ mã trí đa tinh 鬼馬智多星                                | đạo diễn                                | Giải Kim mã cho đạo diễn xuất sắc nhất                                                                                     |
| 1982 | Tối giai phách đáng 最佳拍檔                                 | khách mời                               | |
| 1983 | Tân thục sơn kiếm hiệp 新蜀山劍俠                            | đạo diễn, diễn viên                     | |
| 1983 | Search for the Gods                                          | đạo diễn                                | |
| 1983 | Tối giai phách đáng: Đại hiền thần thông 最佳拍檔大顯神通    | khách mời                               | |
| 1984 | Thượng Hải chi dạ 上海之夜                                   | đạo diễn                                | Đề cử — Giải thưởng Điện ảnh Hồng Kông cho Đạo diễn xuất sắc nhất Đề cử — Giải thưởng Điện ảnh Hồng Kông cho Phim hay nhất |
| 1984 | Tối giai phách đáng: Nữ hoàng mật lệnh 最佳拍檔之女皇密令    | đạo diễn                                | |
| 1985 | Đả công hoàng đế 打工皇帝                                    | đạo diễn                                | |
| 1986 | Đao mã đán 刀馬旦                                            | đạo diễn                                | |
| 1986 | Spirit Chaser Aisha                                          | đạo diễn                                | |
| 1986 | Anh hùng bản sắc 英雄本色                                    | sản xuất, khách mời                     | |
| 1987 | Thiến nữ u hồn 倩女幽魂                                      | sản xuất                                | |
| 1987 | Anh hùng bản sắc 2 英雄本色2                                 | sản xuất, biên kịch                     | |
| 1988 | Thành thị đặc cảnh 城市特警                                  | đạo diễn, diễn viên                     | |
| 1989 | Lộng hành thiên hạ 龍行天下                                  | đạo diễn, sản xuất, biên kịch           | |
| 1989 | Anh hùng bản sắc 3: Tịch dương chi ca 英雄本色3之夕陽之歌    | đạo diễn, sản xuất, biên kịch           | |
| 1989 | Điệp huyết song hùng 喋血雙雄                                | sản xuất                                | |
| 1990 | Tiếu ngạo giang hồ 笑傲江湖                                  | đạo diễn, sản xuất                      | |
| 1990 | Thiến nữ u hồn 2: Nhân gian đạo 倩女幽魂 II：人間道          | sản xuất                                | |
| 1991 | Hoàng Phi Hồng 黃飛鴻                                        | đạo diễn, sản xuất, biên kịch           | Giải thưởng Điện ảnh Hồng Kông cho Đạo diễn xuất sắc nhất                                                                  |
| 1991 | Hào môn dạ yến 豪門夜宴                                      | đạo diễn                                | |
| 1991 | The Raid                                                     | đạo diễn                                | |
| 1991 | The King of Chess                                            | đạo diễn                                | |
| 1991 | Thiến nữ u hồn 3: Đạo đạo đạo 倩女幽魂3：道道道              | sản xuất                                | |
| 1992 | Tân Long Môn Khách sạn 新龍門客棧                            | sản xuất, biên kịch                     | |
| 1992 | Tiếu ngạo giang hồ: Đông Phương Bất Bại 笑傲江湖之東方不敗   | sản xuất, biên kịch                     | |
| 1992 | Hoàng Phi Hồng 2: Nam nhi đương tự cường 黃飛鴻2之男兒當自強 | đạo diễn, sản xuất, biên kịch           | Đề cử — Giải thưởng Điện ảnh Hồng Kông cho Đạo diễn xuất sắc nhất                                                          |
| 1992 | Song long hội 雙龍會                                         | đạo diễn, biên kịch                     | |
| 1993 | Hoàng Phi Hồng 3: Sư vương tranh bá 黃飛鴻3之獅王爭霸        | đạo diễn, sản xuất, biên kịch           | |
| 1993 | Thanh xà 青蛇                                                | đạo diễn, sản xuất, biên kịch           | |
| 1993 | Đông Phương Bất Bại: Phong vân tái khởi 東方不敗 – 風雲再起  | sản xuất                                | |
| 1993 | Hoàng Phi Hồng 4: Vương giả chi phong 黃飛鴻之四:王者之風    | sản xuất, biên kịch                     | |
| 1994 | Hoàng Phi Hồng 5: Long thành tiêm bá 黃飛鴻5之龍城殲霸       | đạo diễn, sản xuất, biên kịch           | |
| 1994 | Lương Chúc 梁祝                                              | đạo diễn, sản xuất, biên kịch           | Đề cử — Giải thưởng Điện ảnh Hồng Kông cho Đạo diễn xuất sắc nhất                                                          |
| 1995 | Kim ngọc mãn đường 金玉滿堂                                  | đạo diễn, sản xuất, biên kịch           | |
| 1995 | Love in the Time of Twilight                                 | đạo diễn                                | |
| 1995 | Đao 刀                                                       | đạo diễn, biên kịch                     | |
| 1996 | Đại tam nguyên 大三元                                        | đạo diễn                                | |
| 1996 | Bến Thượng Hải 新上海灘                                      | sản xuất                                | |
| 1996 | Hắc hiệp 黑俠                                                | sản xuất                                | |
| 1997 | Double Team                                                  | đạo diễn                                | |
| 1997 | Tiểu Thiến 小倩                                              | sản xuất, biên kịch                     | |
| 1997 | Hoàng Phi Hồng: Tây vực hùng sư 黃飛鴻之西域雄獅             | sản xuất, biên kịch                     | |
| 1998 | Knock Off                                                    | đạo diễn                                | |
| 2000 | Thuận lưu nghịch lưu 順流逆流                                | đạo diễn, sản xuất, biên kịch           | |
| 2001 | Thục sơn truyện 蜀山傳                                       | đạo diễn, sản xuất, biên kịch           | |
| 2002 | Thiên niên cương thi vương 千年僵尸王                        | sản xuất                                | Phát hành giới hạn ở Mỹ |
| 2002 | Hắc hiệp 2 黑俠2                                             | đạo diễn, sản xuất                      | |
| 2004 | Xanda                                                        | sản xuất                                | alternative title Sanda |
| 2005 | In The Blue                                                  | đạo diễn                                | |
| 2005 | Thất kiếm 七劍                                               | đạo diễn, sản xuất, biên kịch           | Đề cử — Giải thưởng Điện ảnh Hồng Kông cho Đạo diễn xuất sắc nhất                                                          |
| 2006 | Hoàng Phi Hồng: Dũng sấm thiên hạ 黃飛鴻勇闖天下             | đạo diễn                                | |
| 2006 | Thất kiếm hạ thiên sơn 七劍下天山                            | sản xuất                                | loạt phim truyền hình |
| 2007 | Thiết tam giác 鐵三角                                        | đạo diễn, producer                      | |
| 2008 | Thâm hải tầm nhân 深海尋人                                   | đạo diễn                                | |
| 2008 | Nữ nhân bất hoại 女人不壞                                    | đạo diễn, sản xuất, biên kịch           | |
| 2010 | Địch Nhân Kiệt: Thông thiên đế quốc 狄仁傑之通天帝國         | đạo diễn, sản xuất                      | Giải thưởng Điện ảnh Hồng Kông cho Đạo diễn xuất sắc nhất Đề cử — Giải Sư tử vàng                                          |
| 2011 | Long môn phi giáp 龍門飛甲                                   | đạo diễn, sản xuất, biên kịch           | Đề cử — Giải thưởng Điện ảnh Hồng Kông cho Đạo diễn xuất sắc nhất                                                          |
| 2011 | Đại ma thuật sư 大魔術師                                     | diễn viên                               | |
| 2013 | Địch Nhân Kiệt: Rồng biển trỗi dậy 狄仁杰之神都龙王          | đạo diễn, sản xuất, biên kịch           | |
| 2014 | Trí thủ uy hổ sơn 智取威虎山                                 | đạo diễn                                | Giải thưởng Điện ảnh Hồng Kông cho Đạo diễn xuất sắc nhất Giải Kim Kê cho Đạo diễn xuất sắc nhất                           |
| 2016 | Đặc công da da 特工爺爺                                      | diễn viên                               | |
| 2016 | Mỹ nhân ngư 美人鱼                                           | diễn viên                               | |
| 2016 | Tam thiểu gia đích kiếm 三少爺的劍                           | sản xuất                                | |
| 2017 | Tây du ký: Mối tình ngoại truyện 2 西游伏妖篇                | đạo diễn, sản xuất, biên kịch           | |
| 2017 | The Miracle Fighter                                          | biên kịch, sản xuất                     | |
| 2018 | Địch Nhân Kiệt: Tứ đại Thiên Vương                           | đạo diễn, biên kịch, sản xuất, biên tập | |
| 2019 | Những người leo núi                                          | sản xuất                                | |
| 2021 | Trận chiến hồ Trường Tân                                     | đạo diễn, sản xuất                      | |